# Trans Europe Halles
Trans Europe Halles (TEH) ist ein transeuropäisches Netzwerk von unabhängigen Kulturzentren.

## Ziele
Die TEH fördern die nachhaltige Entwicklung von nichtstaatlichen Kulturzentren in ganz Europa. Neue Initiativen sollen ermutigt werden, sich zu vernetzen, gegenseitig zu unterstützen und füreinander zu werben. 
Speziell zielen die TEH darauf ab, eine Infrastruktur für den organisatorischen und künstlerischen Austausch ihrer Mitgliedszentren zur Verfügung zu stellen. Auch soll für den Erhalt und den Ausbau der Kulturinstitutionen auf politischer Ebene geworben werden.

## Geschichte und Arbeit

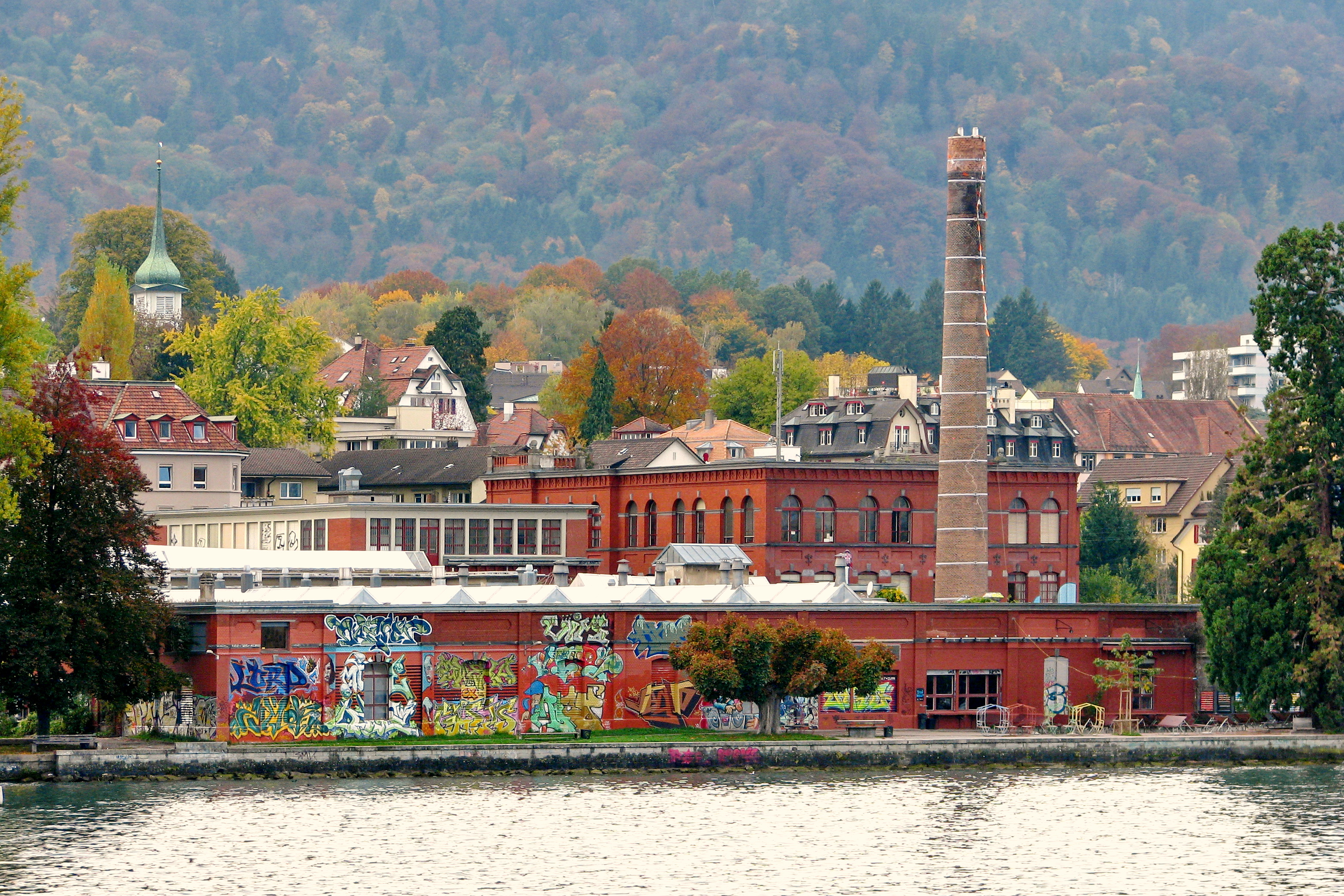
Die Rote Fabrik in Zürich war 1983 Mitinitiator der Trans Europe Halles

Die Trans Europe Halls wurden 1983 gegründet und setzen sich bis heute stark dafür ein, alte Industriekomplexe in ganz Europa für Kunst und Kultur nutzbar zu machen.
Im März 1983 organisierte das unabhängige Kulturzentrum Les Halles de Schaerbeek in Brüssel eine Treffen mit unabhängigen Kulturzentren aus ganz Europa, um Erfahrungen und Ideen auszutauschen. „Adventures of the rediscovered ark“ war das Meeting überschrieben. Der Fokus lag damals auf der Nutzbarmachung alter Industriekomplexe für eine staatlich nicht subventionierte Kunst und Kultur.
Sieben unabhängige Kulturzentren nahmen damals an dem Treffen teil, aus dem die Trans Europe Halles (TEH) hervorgingen. Dies waren: Halles de Schaerbeek (Brüssel), Huset (Kopenhagen), Kultur Fabrik (Koblenz), Melkweg (Amsterdam), Ny Scen (Götebourg), Usine de Pali-Kao (Paris) und die Rote Fabrik (Zürich).
Nach diesem Initialtreffen wurde die Arbeit weiter ausgebaut und der Kontakt gehalten. Die Mitglieder treffen sich mehrmals im Jahr. Daneben koordiniert die TEH internationale Projekte und Fortbildungen für ihre Mitglieder. Die Arenit wird u. a. vom Schwedischen Kulturministerium und der Europäischen Kommission gefördert.

## Mitglieder
Insgesamt sind mittlerweile rund 90 Zentren als Assoziierte oder Vollmitglieder aus allen europäischen Ländern Teil des Netzwerkes. Aus Österreich gehören Die Bäckerei (Innsbruck), die Brunnenpassage und das WUK (beides Wien) zum Netzwerk. In der Schweiz gibt es derzeit kein Mitgliedszentrum, da die Rote Fabrik nicht mehr aktives Teil der TEH ist. In Deutschland schlossen sich die Alte Feuerwache (Köln), die HALLE 14 (Leipzig), das Kulturzentrum Schlachthof (Bremen), die Moritzbastei (Leipzig) und die ufaFabrik (Berlin) an.